# Hans Traxler
Hans Johann Georg Traxler (* 21. Mai 1929 in Herrlich, Tschechoslowakei) ist ein deutscher Maler, Cartoonist, Illustrator, Satiriker und Kinderbuchautor. Er zählt zur Neuen Frankfurter Schule.

## Biographie
Traxler wurde als Sohn österreichischer Eltern in Böhmen geboren und wuchs in Sangerberg auf. Nachdem der junge Zeichner 1945 zuerst nach Regensburg gegangen war, verschlug es ihn 1951 nach Frankfurt am Main, wo er nach einem Intermezzo als Karikaturist in Diensten des späteren Pardon-Verlegers Hans A. Nikel an der Städelschule Freie Malerei studierte. Im Laufe seiner weiteren Betätigung als Cartoonist lernte er Chlodwig Poth kennen, der wie Traxler ebenfalls als einer der wichtigsten Vertreter der Neuen Frankfurter Schule gilt.
Ab 1962 verfasste er Beiträge für Pardon und zahlreiche Bücher. Bereits mit seiner ersten Buchveröffentlichung erlangte er einen gewissen Bekanntheitsgrad. In Die Wahrheit über Hänsel und Gretel berichtete er unter dem Pseudonym Georg Ossegg über angebliche Forschungen zum Märchen von Hänsel und Gretel. Wegen des Buches, das Heinz Rölleke als „eine der besten Märchenforschungs-Persiflagen, wenn nicht die beste überhaupt“ bezeichnete, wurde gegen Traxler wegen Betruges ermittelt.
1979 war er Mitbegründer des Satiremagazins Titanic. Aufgrund eines Halbsatzes in einem Artikel der Titanic schuf er zusammen mit Peter Knorr (Texte) „Birne“ als Karikatur von Helmut Kohl. Zudem veröffentlichte er ab 1980 eigene Serien im Zeit-Magazin, arbeitete für die Frankfurter Allgemeine Zeitung, die Süddeutsche Zeitung und andere.
Zum 90. Geburtstag von Hans Traxler widmete ihm das Frankfurter Caricatura Museum vom 27. Mai bis 22. September 2019 eine Sonderausstellung.

## Auszeichnungen
- 2003: Binding-Kulturpreis
- 2006: Göttinger Elch für sein Lebenswerk
- 2007: Deutscher Karikaturenpreis für sein Lebenswerk
- 2012: Ludwig-Emil-Grimm-Preis der Stadt Hanau
- 2012: Karikaturpreis der deutschen Anwaltschaft
- 2014: Goetheplakette der Stadt Frankfurt am Main
- 2015: Wilhelm-Busch-Preis[3]
- 2017: Sondermann-Preis für komische Kunst
- 2018: Friedrich-Stoltze-Preis
- 2021: Prix Livrentête[4]

## Werke

### Eigene Bücher

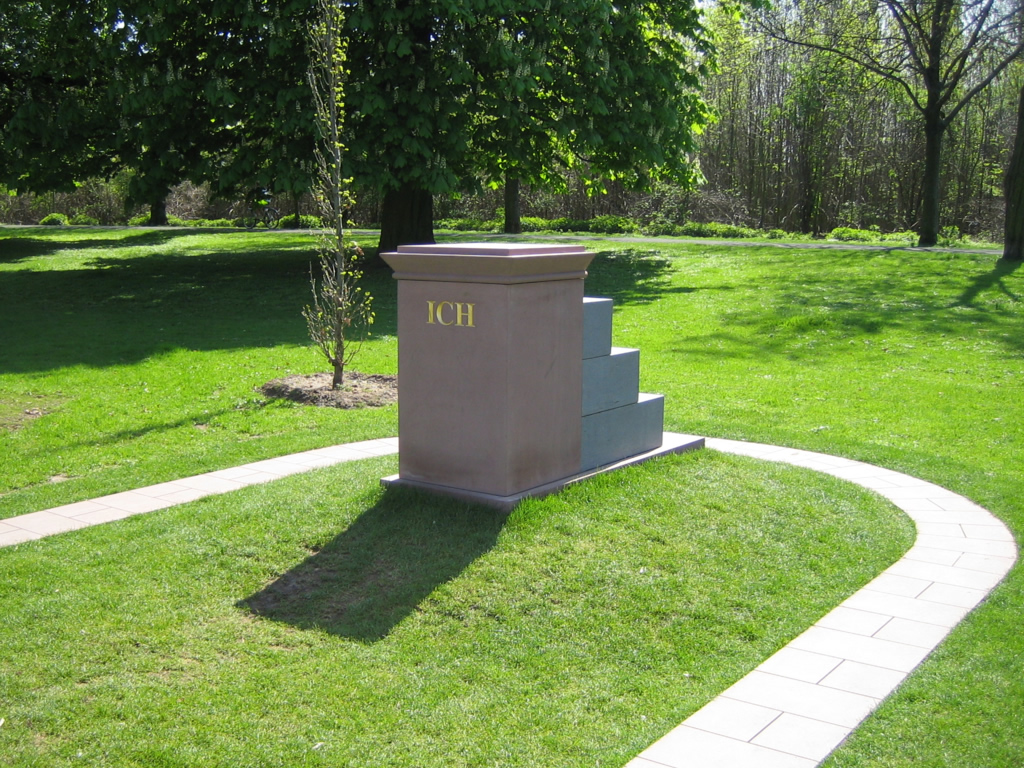
Ich-Denkmal in Frankfurt

- Die Wahrheit über Hänsel und Gretel. Bärmeier und Nikel, Frankfurt a. M. 1963 (Erstveröffentlichung)
- Die Reise nach Jerusalem und acht weitere Bildergeschichten : in memoriam Paul VI. Zweitausendeins, Frankfurt a. M. 1978
- Fünf Hunde erben eine Million. Deutscher Bücherbund, Stuttgart 1979 (Kinderbuch)
- Es war einmal ein Mann. Insel Verlag, Frankfurt a. M. 1979, ISBN 3-458-32154-3 (Kinderbuch)
- Leute von gestern. Diogenes Verlag, Zürich 1981, ISBN 3-257-00304-8.
- Birne. Das Buch zum Kanzler. Eine Fibel für das junge Gemüse und die sauberen Früchtchen in diesem unserem Lande. Zweitausendeins, Frankfurt a. M. 1983 (gemeinsam mit Peter Knorr)
- Es war einmal ein Schwein. Insel Verlag, Frankfurt a. M. 1984, ISBN 3-458-32480-1 (Kinderbuch)
- Der mächtige Max. Diogenes Verlag, Zürich 1984, ISBN 3-257-00645-4 (Kinderbuch, gemeinsam mit Peter Knorr)
- Freud in der Krise. Diogenes Verlag, Zürich 1988, ISBN 3-257-21687-4.
- Ode an Hemingway. Diogenes Verlag, Zürich 1989, ISBN 3-257-21713-7.
- Der große Gorbi. Diogenes Verlag, Zürich 1990, ISBN 3-257-02032-5.
- Der Mann, das Schwein und das ABC. Insel Verlag, Frankfurt a. M. 1991, ISBN 3-458-16213-5 (Kinderbuch)
- Aus dem Leben der Gummibärchen. Diogenes Verlag, Zürich 1992, ISBN 3-257-02039-2.
- Wie Adam zählen lernte. Diogenes Verlag, Zürich 1993, ISBN 3-257-00799-X.
- Die Wiederkehr der Gummibärchen. Diogenes Verlag, Zürich 1994, ISBN 3-257-02048-1.
- Trio: Bildergeschichten. Haffmans Verlag, Zürich 1994, ISBN 3-251-00266-X.
- Wenn Kühe Propeller hätten. Diogenes Verlag, Zürich 1995, ISBN 3-257-00823-6 (Kinderbuch)
- Finster wars, der Mond schien helle. Carl Hanser Verlag, München 1996, ISBN 3-446-18694-8 (Kinderbuch, mit Nelly Singer)
- Paula, die Leuchtgans. Diogenes Verlag, Zürich 1998, ISBN 3-257-00847-3 (Kinderbuch)
- Alles von mir! Zweitausendeins, Frankfurt a. M. 1999
- Das fromme Krokodil. Zweitausendeins, Frankfurt a. M. 2001, ISBN 3-86150-387-5.
- Das Schutzengelbuch. Sanssouci Verlag, München 2002, ISBN 3-7254-1254-5.
- Komm, Emil, wir gehn heim! Carl Hanser Verlag, München 2004, ISBN 3-446-20434-2 (Kinderbuch)
- Bildergedichte. Sanssouci Verlag, München 2004, ISBN 3-7254-1326-6.
- Das Teufelsbuch. Sanssouci Verlag, München 2004, ISBN 3-7254-1304-5.
- Das ABC der Tiere. Insel Verlag, Frankfurt a. M. 2005, ISBN 3-458-34817-4.
- Stadelmanns Geheimnis. Goethe-Museum, Frankfurt a. M. 2006, ISBN 978-3-9811109-0-6.
- Die Wahrheit über Hänsel und Gretel. Die Dokumentation des Märchens der Brüder Grimm. Mit Fotografien von Peter Tresckow und Wilkin H. Spitta. Reclam-Verlag, Stuttgart 2007, ISBN 978-3-15-018495-0 (Wiederveröffentlichung)
- Meine Klassiker. Bildergedichte. Reclam-Verlag, Stuttgart 2008, ISBN 978-3-15-018547-6.
- Franz – Der Junge, der ein Murmeltier sein wollte. Carl Hanser Verlag, München 2009, ISBN 978-3-446-23328-7.
- Cartoons. Reclam-Verlag, Stuttgart 2009, ISBN 978-3-15-010710-2.
- Ich, Gott und die Welt. Neue Bildergedichte. Reclam-Verlag, Stuttgart 2010, ISBN 978-3-15-010785-0.
- Süden: Ein Sommergedicht. Reclam-Verlag, Stuttgart 2013, ISBN 978-3-15-010925-0.
- Willi – Der Kater, der immer größer wurde. Carl Hanser Verlag, München 2014, ISBN 978-3-446-24653-9.
- Ein Sturmtief überm Freibad Hausen. Edition Büchergilde, Frankfurt am Main 2015, ISBN 978-3-86406-046-5.
- Eddy. Der Elefant, der lieber klein bleiben wollte. Carl Hanser Verlag, München 2017, ISBN 978-3-446-25491-6.
- Sniffler. Der deutsche Dachshund. Insel Verlag, Berlin 2018, ISBN 978-3-458-75818-1.
- Mama, warum bin ich kein Huhn? – Kindheitserinnerungen. Suhrkamp Verlag, Berlin 2019, ISBN 978-3-458-20035-2.
- Paula, die Leuchtgans und andere Tiere. Insel Verlag, Berlin 2020, ISBN 978-3-458-36490-0.
- Die grünen Stiefel. Verlag Antje Kunstmann, München 2020, ISBN 978-3-95614-394-6.
- Ignaz, die gelbe Dogge und die Höllenhunde. Insel Verlag, Berlin 2021, ISBN 978-3-458-19491-0.
- Die Nacht, in der Kasimir Malewitsch das Schwarze Quadrat klaute … acht Kunstgeschichten. Verlag Antje Kunstmann, München 2022, ISBN 978-3-95614-503-2.
- Von Schutzengeln und Teufeln. Insel Verlag, Berlin 2023, ISBN 978-3-458-68315-5. Erstveröffentlichung als Das Schutzengelbuch (2002) und Das Teufelsbuch (2004).

### Als Illustrator
- Eckhard Henscheid: Erledigte Fälle: Bilder deutscher Menschen. Zweitausendeins, Frankfurt a. M. 1986
- Eugen Roth: Eugen Roths Geburtstagsbuch. 1995
- Eugen Roth: Eugen Roth für Lebenskünstler. 1995
- Franz Hohler: Das verspeiste Buch: eine Fortsetzungsgeschichte. Schöffling & Co., Frankfurt a. M. 1996, ISBN 3-89561-051-8.
- Christian Morgenstern: Mein Morgenstern. Insel Verlag, Frankfurt a. M. und Leipzig 1996 (Insel-Bücherei 1280), ISBN 3-458-19270-0.
- Eugen Roth: Mensch und Unmensch. 1997
- Eugen Roth: Ein Mensch. 1998
- Eugen Roth: Der letzte Mensch. 1998
- Peter Härtling: Ich bin so guter Dinge: Goethe für Kinder. Insel Verlag, Frankfurt a. M. 1998, ISBN 3-458-16915-6.
- Der unbegabte Goethe: der Dichter in mißwollenden Zeugnissen seiner Mitlebenden (den Freunden des Hauses zum Jahreswechsel). Carl Hanser Verlag, München 1998, ISBN 3-446-19352-9.
- Roda Roda: Rote Weste und Monokel: das neue Roda-Roda-Buch. Paul Zsolnay Verlag, Wien 1999, ISBN 3-552-04942-8 (auch Hrsg.)
- Susan Stern: These Strange German Ways. Atlantik-Brücke, Hamburg 2000, ISBN 978-3-925744-09-9.
- Eugen Roth: Der Wunderdoktor. 2000
- Eugen Roth: Neue Rezepte vom Wunderdoktor. 2000
- Mark Twain: Bummel durch Deutschland. Büchergilde Gutenberg, Frankfurt a. M. 2004, ISBN 3-7632-5428-5.
- Peter Härtling: Schiller für Kinder. 2004
- Heinrich Heine: Deutschland. Ein Wintermärchen. Hrsg. v. Werner Bellmann. Reclam-Verlag, Stuttgart 2005, ISBN 978-3-15-010589-4.
- Peter Härtling: Ich bin ein Musikus: Mozart für Kinder. Insel Verlag, Frankfurt a. M. 2005, ISBN 3-458-17265-3.
- Peter Härtling: Heine für Kinder. 2006
- Peter Härtling: Ringelnatz für Kinder: wenn du einen Schneck behauchst. Insel Verlag, Frankfurt a. M. 2006, ISBN 978-3-458-35056-9.
- Jan Weiler: Gibt es einen Fußballgott? Kindler Verlag, Reinbek bei Hamburg 2006, ISBN 3-463-40501-6.
- Hans Well: Rundumadum: eine musikalische Reise um die Welt und zurück zum Ammersee. Kein & Aber, Zürich 2007, ISBN 978-3-0369-5509-4 (Kinderlieder)
- Peter Härtling: Eichendorff für Kinder: triffst du nur das Zauberwort. Insel Verlag, Frankfurt a. M. 2007, ISBN 3-458-17364-1.
- H.J. Simm (Hrsg.): Zaubermärchen für Kinder und Erwachsene. 2008
- Volker Mosbrugger: Darwin für Kinder und Erwachsene: die ungeheure Verschiedenartigkeit der Pflanzen und Tiere. Insel Verlag, Frankfurt a. M. 2008, ISBN 978-3-458-17412-7.
- Joseph von Eichendorff: Aus dem Leben eines Taugenichts. Hrsg. v. Hartwig Schultz. Reclam-Verlag, Stuttgart 2007, ISBN 978-3-15-010626-6.
- Kurt Tucholsky: Schloß Gripsholm. Edition Büchergilde, Frankfurt a. M. 2011, ISBN 978-3-940111-88-3.

### Als Herausgeber
- 1984: H. M. Bateman: Liebe auf den ersten Blick. Haffmans Verlag, Zürich 1984, ISBN 978-3-251-00039-5.
- 1985: Manfred Deix: Satiren aus Wien. Zweitausendeins, Frankfurt a. M. 1985.
- 1996: Bernd Pfarr: Komische Bilder. Zweitausendeins, Frankfurt a. M. 1996, ISBN 3-86150-167-8.

### Film
1987 drehte Thees Klahn den Film Ossegg. Die Wahrheit über Hänsel und Gretel, mit Jean-Pierre Léaud, Hark Bohm und Alfred Edel in den Hauptrollen.

### Theater
- 1985: La aventura formidable del hombrecillo indomable. Am Teatro Albahaca, Madrid

### Sonstiges
- Ich-Denkmal, 2005 (in der Mainuferanlage zwischen Gerbermühle und Rudererdorf im Frankfurter Grüngürtel; seit 2007 auch in Kassel, Brüder-Grimm-Platz)
- Die Neue Frankfurter Schule, die bronzene Elchplastik vor dem Caricatura Museum in Frankfurt
- Konterfei für den Hölderlinpfad. Der Pfad verläuft vom Bad Homburger Schloss zum Frankfurter Goethehaus.